# Севгі Сойсал
Севгі Сойсал (тур. Sevgi Soysal, до шлюбу Севгі Єнен; 30 вересня 1936, Стамбул, Туреччина — 22 листопада 1976, там же) — турецька письменниця, лавреатка кількох літературних премій.

## Біографія
Народилася в Стамбулі 30 вересня 1936 року. Стала третьою дитиною з шести в сім'ї Мітхата Єнена, архітектора-державного службовця, та німкені Аннелізи Рупп, яка взяла турецьке ім'я Аліє. Після закінчення школи в Анкарі вивчала археологію в університеті Анкари, але не закінчила його. У Стамбульському університеті вивчала література та французьку мову.
1956 року вийшла заміж за поета і перекладача Оздеміра Нутку. Вони поїхали до Німеччини, де протягом року відвідувала лекції з археології та театру в Геттінгенському університеті. В Німеччині Севгі завагітніла і повернулася до Туреччини. 1958 року народила сина, якого назвали Коркут.
У 1960—1961 роках працювала в Культурному центрі посольства Німеччини та Ankara Radio. Вона також зіграла в театральній постановці Халдуна Дормена «Zafer Madalyası» в театрі «Meydan» в Анкарі. 1965 року вийшла заміж за Башара Сабунку, з яким познайомилася в театрі.
Після перевороту 12 березня 1971 року її звинуватили в приналежності до організації лівого толку і посадили до в'язниці. У в'язниці познайомилася з професором конституційного права Мумтазою Сойсалою, якого затримали за комуністичну пропаганду. Вони одружилися у в'язниці. У грудні 1973 року вона народила доньку Дефну, а в березні 1975 року — дочку Фунду. Її знову заарештували за політичними мотивами. Вона провела вісім місяців за ґратами і два з половиною місяці у вигнанні в Адані.

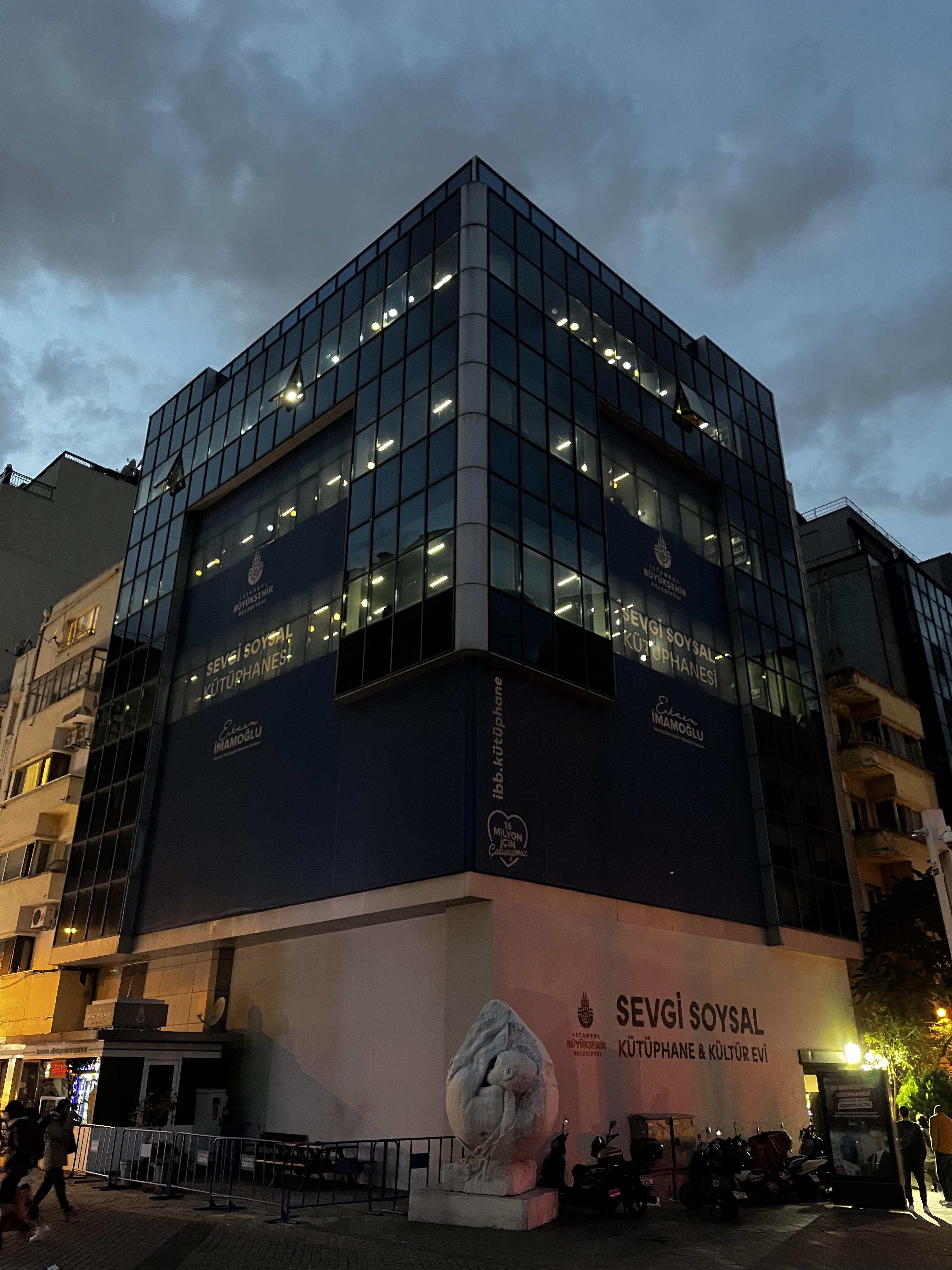
Бібліотека Севгі Сойсал на площі Таксім, Стамбул

Їй діагностували рак грудей, і внаслідок операції 1975 року їй видалили одну молочну залозу. У вересні 1976 року перенесла ще одну операцію і поїхала з чоловіком до Лондона на лікування. Повернувшись додому, померла в Стамбулі 22 листопада 1976 року у 40 років. Її поховали на цвинтарі Зінджирлікую в Стамбулі.

## Творчість
1962 року видала збірку оповідань «Tutkulu Perçem» («Пристрасний чубчик»). Того ж року почала співпрацювати з Турецькою телерадіокорпорацією (TRT). Її роман 1970 року «Yürümek» («Прогулянка») про стосунки між чоловіками та жінками нагороджений премією Турецької телерадіокорпорації, але був заборонений «за непристойність».
Перебуваючи у шлюбах вона підписувала свої твори за прізвищами чоловіків: Севгі Нутку, Севгі Сабунджу та Севгі Сойсал.

## Вибіркові твори
Серед її відомих творів:
- Tante Rosa, роман (1968)
- Yürümek, роман (1970)
- Yenişehir'de Bir Öğle Vakti («Опівдні в Єнішехірі»), роман (1973), отримав премію Орхана Кемаля 1974 року
- Şafak («Світанок»), роман (1975)
- Yıldırım Bölge Kadınlar Koğuşu («Жіноча палата району Єлдрім»), мемуари (1976)
- Barış Adlı Çocuk («Дитина на ім'я Мир»), оповідання (1976)
- Hoşgeldin Ölüm («Ласкаво просимо, смерте!»), незакінчений роман